# Just Enough Education to Perform
| Совокупная оценка | Совокупная оценка |
| Источник          | Оценка            |
| ----------------- | ----------------- |
| Metacritic        | (68/100)          |
| Оценки критиков   |                   |
| Источник          | Оценка            |
| AllMusic          | [ 1 ]             |
| Mojo              | [ 4 ]             |
| NME               | (5/10)            |
| Pitchfork Media   | (5.2/10)          |
| Q                 | [ 6 ]             |

Just Enough Education to Perform — третий студийный альбом уэльской рок-группы Stereophonics, вышедший 11 апреля 2001 года на лейбле V2 Records. Продюсером был Bird and Bush.
Альбом достиг № 1 в британском хит-параде UK Albums Chart, а по итогам 2001 года занял № 4 в Великобритании и получил 5-кратный платиновый статус BPI в Соединённом Королевстве.

## Об альбоме
Альбом получил умеренные и положительные отзывы музыкальных критиков и интернет изданий (68/100 от агрегатора обзоров и рецензий Metacritic), например, таких как, Allmusic, NME, Mojo, Pitchfork Media.
Альбом достиг первого места в хит-параде Великобритании, став для группы вторым подряд чарттоппером британского чарта. Диск повторно в 2001—2003 гг несколько раз входил в британский чарт. Несколько синглов с альбома попали в top-10 хит-парада синглов Великобритании UK Singles Chart: Mr. Writer (№ 5), Have a Nice Day (№ 5), Handbags and Gladrags (№ 4).
Журнал Q включил диск Just Enough Education to Perform в список 50 лучших альбомов 2001 года (Best 50 albums of 2001).

## Список композиций
Все тексты написаны Келли Джонсом, вся музыка написана Келли Джонсом (кроме указанных).
| №                   | Название                                       | Длительность |
| ------------------- | ---------------------------------------------- | ------------ |
| 1.                  | «Vegas Two Times»                              | 4:29         |
| 2.                  | «Lying in the Sun»                             | 4:31         |
| 3.                  | «Mr. Writer» (Джонс и Marshall Bird)           | 5:19         |
| 4.                  | «Step on My Old Size Nines»                    | 4:00         |
| 5.                  | «Have a Nice Day»                              | 3:25         |
| 6.                  | «Nice to Be Out»                               | 3:08         |
| 7.                  | «Watch Them Fly Sundays»                       | 3:29         |
| 8.                  | «Everyday I Think of Money»                    | 3:24         |
| 9.                  | «Maybe»                                        | 4:34         |
| 10.                 | «Caravan Holiday»                              | 3:12         |
| 11.                 | «Rooftop" / "Surprise» (скрытый бонусный трек) | 6:15 4:07    |
| Общая длительность: | Общая длительность:                            | 45:46        |

| №   | Название                    | Длительность |
| --- | --------------------------- | ------------ |
| 12. | «Maritim Belle Vue in Kiel» | 5:39         |

### Бонусные треки CD-Rom
| №  | Название                                          | Длительность |
| -- | ------------------------------------------------- | ------------ |
| 1. | «Lying in the Sun» (Акустическая версия)          |              |
| 2. | «Step on My Old Size Nines» (Акустическая версия) |              |

### Переиздание 2002 года
Слова и музыка всех песен — Майк Д'Або.
| №  | Название                | Длительность |
| -- | ----------------------- | ------------ |
| 7. | «Handbags and Gladrags» | 4:37         |

## Персонал
Stereophonics
- Келли Джонс — вокал, гитара
- Ричард Джонс[англ.] — бас-гитара
- Стюарт Кейбл[англ.] — ударные

## Позиции в чартах

### Альбом
| Чарт (2001)                     | Высшая позиция |
| ------------------------------- | -------------- |
| Australian Albums Chart         | 38             |
| Austrian Albums Chart           | 33             |
| Belgian Albums Chart (Flanders) | 34             |
| Belgian Albums Chart (Wallonia) | 16             |
| Dutch Albums Chart              | 23             |
| French Albums Chart             | 25             |
| German Albums Chart             | 35             |
| Irish Albums Chart              | 1              |
| New Zealand Albums Chart        | 21             |
| Swedish Albums Chart            | 59             |
| Swiss Albums Chart              | 29             |
| UK Albums Chart                 | 1              |
| US Billboard 200                | 188            |

## Сертификации
| Регион | Сертификация  | Продажи    |
| --- | ------------- | ---------- |
| Великобритания (BPI) | 5× Платиновый | 1,750,000  |
| Итого |               |            |
| Европа (IFPI) | 2× Платиновый | 2 000 000* |
| * Данные о продажах приведены только на основе сертификации. ^ Данные о тиражах приведены только на основе сертификации. |               |            |